# Caloenas canacorum
Caloenas canacorum (englisch Kanaka Pigeon = „Neukaledonientaube“) ist eine ausgestorbene Taubenart, die auf Neukaledonien, Tonga und vermutlich auf Vanuatu und Fidschi vorkam. Sie gehörte zur Gattung Caloenas, zu der neben der ebenfalls ausgestorbenen Liverpool-Taube (Caloenas maculata) nur noch eine rezente Art, die Kragentaube (Caloenas nicobarica), gerechnet wird.
Der Holotypus von Caloenas canacorum wurde 1986 in der Pindai Cave (21° 20'S, 164° 57'O) auf der Halbinsel Nepoui an der Westküste von Neukaledonien entdeckt. Bereits 1984 fand der Paläontologe Tom Dye in der archäologischen Lagerstätte Tongoleleka auf Lifuka, Tonga, Knochenfragmente einer unbekannten Taubenart, die David William Steadman 1989 als Caloenas canacorum identifizierte. Das auf Neukaledonien zu Tage geförderte Material besteht aus einem Coracoid, bei dem die Spitzen des Procoracoids und der sternocoracoidale Fortsatz fehlen. Die Paratypen umfassen ein Brustbein, einen linken Coracoid, das Fragment eines rechten Coracoids, das vermutlich von einem juvenilen Exemplar stammt, zwei körpernahe (proximale) Abschnitte des linken Schulterblattes und das körperferne (distale) Ende des rechten Oberarmknochens.
Caloenas canacorum hatte eine geschätzte Größe von 38 cm von der Schnabelspitze bis zum Schwanz. Damit war sie ungefähr 25 Prozent größer als die Mähnentaube. Es gibt keine Anzeichen dafür, dass die Taubenart eine eingeschränkte Flugfähigkeit hatte.
Die Art starb im Holozän aus. Vermutlich wurde sie von den ersten Siedlern Neukaledoniens als Nahrungsquelle gejagt.